# Camille Victor Vergnes
Pour les articles homonymes, voir Vergnes.
Camille Victor Vergnes, né le 20 mars 1833 à Paris où il est mort le 8 novembre 1901, est un peintre et lithographe français.

## Biographie
Camille Victor de Vergnes est le fils de Maurice de Vergnes et d'Éveline Césarine Vénard.
Élève de Léon Cogniet, Arthur Henry Roberts, Théophile-Narcisse Chauvel et Émile Lassalle, il expose au Salon de 1881 à 1901.
Il obtient une mention honorable en 1882 et une médaille de 3e classe en 1884.
Il meurt célibataire à l'âge de 68 ans à son domicile de l'avenue des Tilleuls.

## Participation aux Salons parisiens
- Chiens courants : Griffon de Vendée ; chien de Saintonge ; Fox hound, au Salon de 1881
- Limiers, chiens français, au Salon de 1881
- Chasse au chevreuil, au Salon de 1882, lithographie, d’après Jean Victor Albert De Gesne
- Esope, au Salon de 1882, lithographie, d’après Diego Vélasquez
- Ménippé, au Salon de 1883, lithographie, d’après Diego Vélasquez
- Portrait de Mme X***, au Salon de 1884, lithographie, d’après Théodule Ribot, étude
- Vieux marin, au Salon de 1884, lithographie, d’après Théodule Ribot
- Anier à Stamboul, au Salon de 1885, lithographie, d’après Édouard Debat-Ponsan
- Portrait de Léon Cogniet, au Salon de 1886, lithographie, d’après Léon Bonnat
- Victime de l'art, au Salon de 1886, lithographie, d’après Louis Sérendat de Belzim
- Portrait de M. Joseph Blanc, au Salon de 1887, lithographie, d’après Auguste Marie Boulard
- Portrait de M. G. Vergnes, au Salon de 1888, lithographie
- Portrait de Mme ***, au Salon de 1888, lithographie, d’après Joseph Blanc
- Portrait de Mlle ***, au Salon de 1889, lithographie, d’après Jean-Jacques Henner
- Portrait, au Salon de 1889, lithographie, d’après Auguste Marie Boulard
- Le cerf aux abois, au Salon de 1891, lithographie, d’après Jean Victor Albert De Gesne
- La pleureuse, au Salon de 1892, lithographie, d’après Jean-Jacques Henner
- Portrait de E. Renan, au Salon de 1893, lithographie, d’après Léon Bonnat
- Le fil de la Vierge, au Salon de 1894, lithographie, d’après Marie-Félix-Hippolyte Lucas
- Le sergent Tanviray, au Salon de 1895, lithographie, d’après Paul Grolleron
- Léda, au Salon de 1897, lithographie, d’après Tony Robert-Fleury
- Rêverie, au Salon de 1897, lithographie, d’après Tony Robert-Fleury
- Souvenir de Florence, au Salon de 1898, lithographie, d’après René-Louis Chrétien
- Tête d'étude, au Salon de 1898, lithographie, d’après Tony Robert-Fleury
- Dans l'eau bleue, au Salon de 1899, lithographie, d’après Virginie Demont-Breton
- Le lévite d'Ephraim et sa femme morte, au Salon de 1899, lithographie, d’après Jean-Jacques Henner
- Portrait de Mme Séverine, au Salon de 1900, lithographie originale
- Daphnis et Chloé, au Salon de 1901, lithographie, d’après Louis Français